# Derek Dougan
Alexander Derek Dougan (20 de janeiro de 1938 - 24 de junho de 2007) foi um futebolista norte-irlandês que atuava como atacante.

## Carreira
Dougan competiu na Copa do Mundo FIFA de 1958, sediada na Suécia, na qual a seleção de seu país terminou na sétima colocação dentre os 16 participantes.